# 古塔-丘戈爾西卡
48°41′41″N 27°3′19″E / 48.69472°N 27.05528°E
古塔-丘戈爾西卡（烏克蘭語：Гута-Чугорська），是烏克蘭的村落，位於該國西部赫梅利尼茨基州，由卡緬涅茨-波多利斯基區負責管轄，始建於十六世紀，面積1.12平方公里，2001年人口347，人口密度每平方公里309人。